# جامعة بروك
جامعة بروك هي جامعة عامة في كندا، تأسست عام 1964. تقع في مدينة سانت كاثرينز.

## إحصائيات
يبلغ عدد طلاب الجامعة 18,700 طالب، منهم 1,259 طالب دراسات عليا.

## وصلات خارجية
- الموقع الرسمي